# Petra Mandula
Petra Mandula (ur. 17 stycznia 1978 w Budapeszcie) – węgierska tenisistka, reprezentantka kraju w Fed Cup, olimpijka z Sydney (2000) i Aten (2004).

## Życie prywatne
Petra Mandula jest córką Janosa Manduli i Katalin Hedegus. Ma dwie siostry, Diane i Stephanie. Jej ojciec jest stomatologiem, matka asystentką stomatologa, starsza siostra studiuje stomatologię, a młodsza wciąż jest uczennicą.

## Kariera tenisowa
Występy w gronie juniorek Mandula rozpoczęła w 1994 roku zwycięstwem w turnieju w Norymberdze. Także w deblu była tam w finale, razem z rodaczką Petrą Gaspar. Kolejne zawody wygrała w grudniu 1994 na Florydzie. W lipcu 1996 wygrała juniorskie Mistrzostwa Europy, rozgrywane w Szwajcarii. Kilkakrotnie zdobywała główną premię w konkurencji deblowej; mimo to nie odniosła znaczących sukcesów w turniejach wielkoszlemowych. Tam partnerowała między innymi Henrietcie Nagyovej i Annie Kurnikowej. Po sezonie 1996 zajęła się wyłącznie startami w gronie zawodniczek profesjonalnych.
W 1998 startowała w kwalifikacjach do seniorskiego US Open; nie przeszła ich jednak. W 1999 zadebiutowała w turniejach z cyklu WTA Tour. Oprócz drugiej rundy w Budapeszcie i Taszkencie, była w ćwierćfinale w brazylijskim São Paulo. Wyniki te pozwoliły jej na awans do czołowej setki klasyfikacji profesjonalnych tenisistek. W roku 2000 wystąpiła we wszystkich imprezach Wielkiego Szlema. Swoje najlepsze rezultaty osiągnęła w deblu, dwukrotnie dochodząc do finałów (z Ritą Kuti Kis i Patricią Wartusch). W sezonie 2000 zagrała na igrzyskach olimpijskich w Sydney przegrywając w pierwszej rundzie gry pojedynczej i trzeciej rundzie gry podwójnej. W deblu Mandula startowała wspólnie z Katalin Marosi.
Dochodząc do ćwierćfinału French Open 2001 została pierwszą węgierską ćwierćfinalistką turnieju wielkoszlemowego. Do głównej drabinki weszła po przejściu kwalifikacji, w których pokonała Jelenę Dokić, ulegając dopiero późniejszej wicemistrzyni i pierwszej belgijskiej finalistce imprezy tej kategorii, Kim Clijsters. W Taszkencie wywalczyła swój pierwszy deblowy tytuł zawodowy.
W 2002 dwukrotnie najlepsza w konkurencji deblowej; ponadto półfinalistka z Wiednia, ćwierćfinalistka z Helsinek, Casablanki i Canberry. Dnia 5 maja 2003 została trzynastą zawodniczką w rankingu gry podwójnej WTA. W Sopocie osiągnęła półfinał, ulegając Klárze Koukalovej pomimo prowadzenia 6:4, 3:0. Na Wimbledonie pokonała Patty Schnyder, a w ciągu czterech tygodni wygrała trzy turnieje deblowe.
W 2004 roku w Charleston wyeliminowała Jennifer Capriati, byłą liderkę rankingu WTA singlistek. Wystartowała również na igrzyskach olimpijskich w Atenach, odpadając w pierwszych rundach singla i debla. W konkurencji gry podwójnej partnerką Manduli była Kira Nagy.
W ostatnich latach swojej kariery Mandula zmagała się z różnymi kontuzjami, a swoje zawodowe starty zakończyła w 2005 roku.

## Finały turniejów WTA
| Legenda                | Legenda |
| ---------------------- | ------- |
| Wielki Szlem           |         |
| Igrzyska olimpijskie   |         |
| WTA Tour Championships |         |
| 1988 – 2008            |         |
| Kategoria I            |         |
| Kategoria II           |         |
| Kategoria III          |         |
| Kategoria IV           |         |
| Kategoria V            |         |

### Gra podwójna (7–4)
| Końcowy wynik | Nr | Data                 | Turniej    | Nawierzchnia | Partnerka         | Przeciwniczki                                 | Wynik finału        |
| ------------- | -- | -------------------- | ---------- | ------------ | ----------------- | --------------------------------------------- | ------------------- |
| Finalistka    | 1. | 13 lutego 2000       | Bogota     | Ceglana      | Rita Kuti-Kis     | Laura Montalvo Paola Suárez                   | 4:6, 2:6            |
| Finalistka    | 2. | 29 października 2000 | Bratysława | Twarda       | Patricia Wartusch | Karina Habšudová Daniela Hantuchová           | walkower            |
| Zwyciężczyni  | 1. | 17 czerwca 2001      | Taszkent   | Ceglana      | Patricia Wartusch | Tetiana Perebyjnis Tacciana Puczak            | 6:1, 6:4            |
| Zwyciężczyni  | 2. | 16 czerwca 2002      | Wiedeń     | Ceglana      | Patricia Wartusch | Barbara Schwartz Jasmin Wöhr                  | 6:2, 6:4            |
| Zwyciężczyni  | 3. | 14 lipca 2002        | Casablanca | Ceglana      | Patricia Wartusch | Gisela Dulko Conchita Martínez Granados       | 6:2, 6:1            |
| Finalistka    | 3. | 22 września 2002     | Tokio      | Twarda       | Patricia Wartusch | Swietłana Kuzniecowa Arantxa Sánchez Vicario  | 2:6, 4:6            |
| Finalistka    | 4. | 2 marca 2003         | Acapulco   | Ceglana      | Patricia Wartusch | Émilie Loit Åsa Svensson                      | 3:6, 1:6            |
| Zwyciężczyni  | 4. | 13 kwietnia 2003     | Estoril    | Ceglana      | Patricia Wartusch | Maret Ani Emmanuelle Gagliardi                | 6:7(7), 7:6(3), 6:2 |
| Zwyciężczyni  | 5. | 20 kwietnia 2003     | Budapeszt  | Ceglana      | Ołena Tatarkowa   | Conchita Martínez Granados Tetiana Perebyjnis | 6:3, 6:1            |
| Zwyciężczyni  | 6. | 4 maja 2003          | Bol        | Ceglana      | Patricia Wartusch | Emmanuelle Gagliardi Patty Schnyder           | 6:3, 6:2            |
| Zwyciężczyni  | 7. | 2 maja 2004          | Budapeszt  | Ceglana      | Barbara Schett    | Virág Németh Ágnes Szávay                     | 6:3, 6:2            |

## Wygrane turnieje rangi ITF
| turnieje z pulą nagród 100 000 $ |
| turnieje z pulą nagród 75 000 $  |
| turnieje z pulą nagród 50 000 $  |
| turnieje z pulą nagród 25 000 $  |
| turnieje z pulą nagród 15 000 $  |
| turnieje z pulą nagród 10 000 $  |

### Gra pojedyncza
|    | Data       | Turniej    | ($)    | Naw.   | Finalistka           | Wynik         |
| 1. | 02/02/1998 | Birkenhead | 10 000 | twarda | Giulia Casoni        | 6:0, 2:6, 6:3 |
| 2. | 11/05/1998 | Nowy Sad   | 10 000 | ziemna | Antoaneta Pandjerova | 0:6, 7:5, 6:1 |
| 3. | 13/07/1998 | Darmstadt  | 25 000 | ziemna | Ljubomira Baczewa    | 3:6, 6:4, 7:5 |
| 4. | 05/04/1999 | Makarska   | 10 000 | ziemna | Desisława Topałowa   | 7:5, 7:5      |
| 5. | 05/07/1999 | Darmstadt  | 25 000 | ziemna | Marta Marrero        | 1:6, 7:5, 6:1 |
| 6. | 26/07/1999 | Edynburg   | 25 000 | ziemna | Cippora Obziler      | 6:0, 4:6, 7:5 |
| 7. | 08/10/2001 | Poitiers   | 75 000 | twarda | Émilie Loit          | 7:5, 2:6, 6:1 |